# WML
Wireless Markup Language (WML) é uma linguagem baseada em XML que permite exibir partes de textos de páginas web em dispositivos sem fio como celulares, PDAs etc. A WML funciona do mesmo modo que a Wireless Application Protocol (WAP) para enviar conteúdo e é similar à HTML porém não requer dispositivos de entrada, como teclados ou mouse para navegar.
A WML trata dos problemas de limitação da largura de banda da rede sem fio - limitada a 9,6 a 19,2 Kbps - e também das limitações das telas pequenas.

## Impopularidade
O WML é responbilizado pela rejeição do WAP até mesmo além da questão de seu custo, em princípio um dispositivo WAP só pode acessar as páginas converidas para WML, porém isso restringe bastante o sentido do WAP porque a arquitetura exige um filtro em  tempo de execução de HTML para WML.